# Bolesław (powiat olkuski)

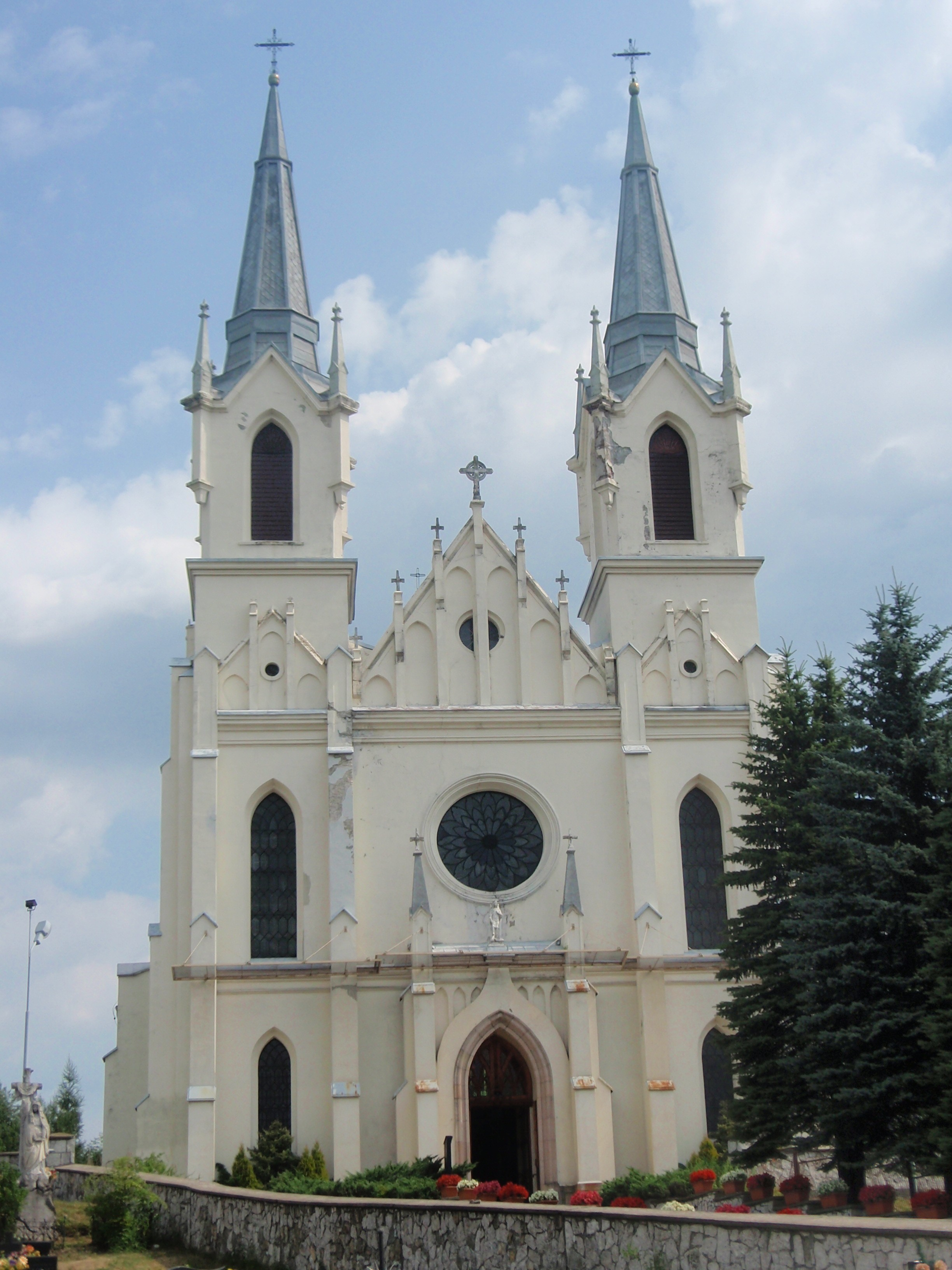
Kościół św. Michała i Macierzyństwa NMP

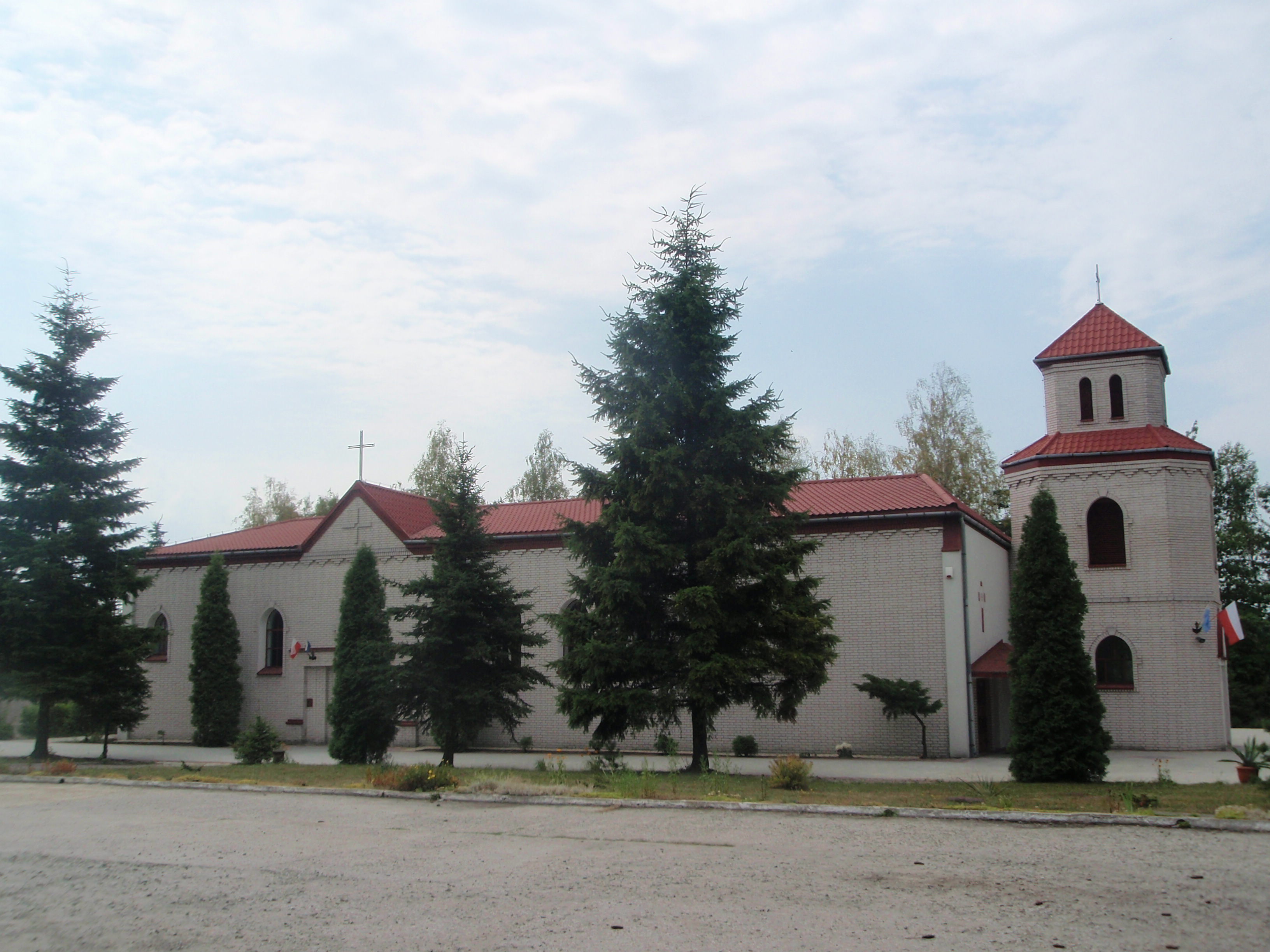
Kościół polskokatolicki pw. Bożego Ciała

Bolesław – wieś w Polsce, położona w województwie małopolskim, w powiecie olkuskim, w gminie Bolesław. Bolesław leży na pograniczu Zagłębia Dąbrowskiego i ziemi olkuskiej.

## Topominia
Nazwa miejscowości pochodzi od imienia Bolesław. Nadana ona została przez Bolesława Wstydliwego, który założył Bolesław w 1279 roku. Wkrótce potem nadał wieś biskupom krakowskim.
| SIMC    | Nazwa         | Rodzaj                          |
| ------- | ------------- | ------------------------------- |
| 0212848 | Cegielnia     | część wsi                       |
| 0212825 | Ćmielówka     | część wsi                       |
| 0212765 | Dąbrówka      | część wsi                       |
| 0212771 | Kleparz       | część wsi                       |
| 0212788 | Leśniczówka   | część wsi                       |
| 0212794 | Pod Kościołem | część wsi                       |
| -\|02   | Sitkowizna    | część wsi (zniesiona w 2023 r.) |
| 0212819 | Stara Wieś    | część wsi                       |
| 0212831 | Za Browarem   | część wsi                       |

## Historia
Miejscowość wymieniona w 1279 roku jako przedmiot nadania Bolesława Wstydliwego dla biskupstwa krakowskiego. Weszła w skład klucza sławkowskiego, zapewne jednak drogą nadań wieś wyszła spod jurysdykcji biskupiej, bo w XV wieku występuje jako własność szlachecka średniej wielkości (12 łanów). W wieku XVI zanotowano w Bolesławiu działalność karczmy, trzech rzemieślników i dwóch kuźnic.
W XVI wieku był Bolesław również ośrodkiem wydobycia galeny. W okolicy wsi powstały wówczas trzy sztolnie odwadniające: Czajowska (zwana też Leśną), Ostowicka (Centauryjska) i Starczynowska (Czartorujska, Królewska). Na zachód i południe od Bolesławia znajdowała się duża liczba nieistniejących dziś osad górniczych i kopalń. W 1617 roku Marcjan Chełmski wybudował barokowy kościółek, funkcjonujący jako kaplica prywatna, należąca do parafii sławkowskiej.
W XVIII wieku Bolesław znajdował się w dobrach rodziny Romiszo(e)wskich herbu Jelita. W 1766 roku po śmierci Ignacego Romiszewskiego, podczaszego latyczowskiego, Bolesław odziedziczył jego syn burgrabia krakowski Aleksander Saryusz-Romiszewski, wówczas już żonaty z Teresą ze Śmietanków. W wyniku podziału spadku z rodzeństwem – Karolem i małoletnią Joanną Romiszewskimi – Aleksander otrzymał również dobra Ujków, Małobądź w parafii Sławków, większość wsi Hutki z hutą ołowiu, młynem, foluszem i z trzema browarami. Miał też kamienicę w Olkuszu. W dobrach Bolesław Aleksander Romiszewski posiadał dwór, młyn. tartak, folusz i hutę ołowiu. Do dóbr należały też częściowo góry olkuskie. W dziedzicznym Bolesławiu jeszcze przed objęciem ich przez Aleksandra siedem szybów należało do rodziny Romiszewskich. Aleksander energicznie przystąpił do ich eksploatacji i rozwinął wydobywanie oraz przetwarzanie ołowiu, galmanu, glejty ołowiowej. Podjął również z drugą żoną Teresą z Firlejów-Konarskich starania o utworzenie parafii w Bolesławiu i rozbudował miejscowy kościółek. W 1795 roku miejscowość znalazła się pod zaborem austriackim. Po śmierci kasztelana sądeckiego Aleksandra Romiszewskiego Bolesław otrzymuje jego jedyna córka – Zofia, później żona Ignacego Hilarego Moszyńskiego i matka Piotra Moszyńskiego. Z inicjatywy dziedziców Bolesławia – Zofii i Hilarego Moszyńskich – władze kościelne wyraziły zgodę na utworzenie w Bolesławiu parafii (1798). Kaplica w Bolesławiu podniesiona została do godności kościoła parafialnego, który swoim zasięgiem objął miejscowości znajdujące się na wschód od Białej Przemszy.
W 1815 roku Bolesław znalazł się w Królestwie Kongresowym. Z okresem tym wiąże się początek rozwoju przemysłowego osady (wydobycie galmanu). W 1814 roku powstała między Tłukienką a Ujkowem Starym kopalnia galmanu „Ulisses”, w 1823 roku na płn.-zach. od Starczynowa kopalnia „Jerzy”. W 1827 roku wieś liczyła 42 domy i 467 mieszkańców. W latach 1833–1834 wybudowano drogę bitą wiodącą od Będzina i Sławkowa przez Bolesław do Olkusza. Pod koniec XIX wieku Bolesław, pozostając formalnie wsią, wykazywał cechy miasteczka przemysłowego. W 1879 roku dobra bolesławskie stały się własnością Towarzystwa Akcyjnego Kopalń i Zakładów Hutniczych Sosnowieckich. W latach 1892–1905 wybudowano neogotycki kościół św. Michała i Macierzyństwa NMP.
W latach 1954–1955 wieś należała i była siedzibą władz gromady Bolesław, której w 1956 roku nadano status osiedla. Bolesław utracił status osiedla z końcem 1968 roku, stając się powtórnie siedzibą nowej gromady Bolesław. W latach 1975–1998 miejscowość należała administracyjnie do województwa katowickiego.

## Zabytki
Obiekt wpisany do rejestru zabytków nieruchomych województwa małopolskiego.
- Dwór, ul. Główna 55, połowa XIX wieku.

## Wspólnoty wyznaniowe
- Kościół rzymskokatolicki:
  - parafia Macierzyństwa Najświętszej Maryi Panny i św. Michała Archanioła
- Kościół polskokatolicki:
  - parafia Bożego Ciała (największe w Polsce skupisko wiernych Kościoła polskokatolickiego)
- Świadkowie Jehowy:
  - zbór Bolesław (Sala Królestwa Krążek 2)[12]

## Osoby związane z miejscowością
- Krzysztof Sadzawicki – piłkarz